# 臨滁郡
北譙郡，中國南梁時設置的僑郡，後曾改為臨滁郡，《魏书》作临涂郡。

## 沿革
梁武帝時，僑置北譙郡，屬南譙州，治葛城（今安徽省全椒县西北二十里），領懷德、烏江、酇三縣。
東魏孝靜帝武定六年（548年），因侯景之亂取南梁北譙郡，改為臨滁郡。
北齊文宣帝天保七年（556年），省併懷德縣；烏江縣改屬和州齊江郡；置北譙、丰樂二縣。
陳宣帝太建五年（573年）北伐，取北齊臨滁郡，廢臨滁郡及其所領酇、丰樂二縣，北譙縣改屬陽平郡。太建七年（575年），分陽平郡復置北譙郡，領北譙、西譙二縣。北周靜帝大象元年（579年），取南陳北譙郡。
隋文帝開皇三年（583年），改南譙州為滁州；廢北譙郡及其領縣為滁水縣，直屬滁州。